# 947
Năm 947 là một năm trong lịch Julius.

## Mất
Ngô Quyền  , vua đầu tiên của Nhà Ngô (  S. Năm 897)